# بحر المتوافر
بَحْرُ المُتَوَافِرِ أو بَحْرُ المُتَوَفِّرِ أو بَحْرُ المُعْتَمِدِ هو بحر مهمل من بحور دائرة المؤتلف التي تحوي الوَافِر والكَامِل، ووزنه «فَاعِلَاتُكَ فَاعِلَاتُكَ فَاعِلَاتُكَ» مرّتين. وهو مُحَرَّف بحر الرَّمَل.

## الأوزان
وزن بحر المُتَوَافِرِ:

## الزحافات
أنواع الزحافات: تسكين الكاف المتحركة في (فَاعِلَاتُكَ)، فتصير (فَاعِلَاتُنْ).
- ملاحظة: دخول الخبن في هذا البحر غير مستساغ إيقاعا.[2]

## الأعاريض
صوره:
- العروض (فَاعِلَاتُكَ)، ولها ضربان:[2]

1. فَاعِلُنْ
2. فَاعِلَاتُ

## أمثلة
قال بعض المولّدين:
وقال آخر: